# Маленькие рыцари
«Маленькие рыцари»' — советский детский фильм 1963 года, снятый на киностудии «Грузия-фильм» режиссёрами Нинель Неновой-Цулая и Гено Цулая.

## Сюжет
Молодая, ещё неопытная учительница Кетеван не может найти подхода к ученикам. Ученики, во главе с заводилой Наной, на уроках шалят и не слушаются. Кетеван решает уйти из школы. Но проверяя тетрадки с сочинениями ребят на тему «Как я провёл лето», она меняет своё отношение к ним, понимает, в чём её ошибка — она недостаточно внимательно относилась к детям, не узнала их. Особенно её завораживают летние приключения Наны и Дато. Нана пишет, как после её смелого вмешательства деревенская девушка избежала смерти, а Дато помог старику Амбако, когда рабочие собирались срубить дерево, посаженное его сыном, погибшем на фронте. Оказывается, во время каникул ребята делали много хороших, интересных и полезных дел, и очень любят и уважают свою учительницу, которая учила их быть смелыми и готовыми прийти на помощь — маленькими рыцарями.

## В ролях
- Додо Чоговадзе — Нана
- Дато Гиоргадзе — Дато
- Нино Натадзе — Лия
- Темур Картвелишвили — Джумбери
- Давид Сулакаури — Вахтанг
- Малхаз Цискаришвили — Тенго
- Темур Хубашвили — Сосо
- Гия Сепискверадзе — Гия
- Инга Тевзадзе — Кетеван, молодая учительница
- Белла Мирианашвили — Русудан
- Коте Даушвили — Бакар
- Георгий Габелашвили — Амбако
- Гела Ревазишвили — Арчил
- Давид Абашидзе — Аслан
- Мери Канделаки — бабушка Като
- Екатерина Верулашвили — Пелаго
- Тенгиз Арчвадзе — эпизод

## Прокат
Фильм вышел на экраны в ноябре 1964 года, его посмотрели 5,4 млн зрителей.

## Критика
В фильме очень много привлекательного, убедительно показаны взаимоотношения молоденькой учительницы со своими учениками. Запоминаются образы маленькой героини Наны, мальчика Дато.— История советского кино: 1952—1967. — М.: Искусство, 1978. — с. 328

Это «картина о детях», а не «детская картина». По своему звучанию она вряд ли адресована только детям. И изысканные съёмки и тонкая психологичность в полной мөре понятны, конечно же, только взрослым. Картина о детях для детей и взрослых.— Советский экран, 1964
Однако, при положительной оценке фильма, критикой отмечалось, что она страдает недостатками, свидетельствующими и о неверном понимании природы детского фильма:

Неверие в ассоциативные способности зрителя сгубило благие намерения авторов, и назидательное обрамление истории с учительницей, и непрерывные попытки морализации — всё это подрывает доверие. Дидактика убивает глубину, заменяет её плоскостью прописи. В итоге — очень жаль не полностью воплощённых благих намерений авторов, ибо в материале-то картина наверняка казалась очень хорошей.— Советский экран, 1964